# Gustave Lasnon de La Renaudière
 (mars 2017).
Si vous disposez d'ouvrages ou d'articles de référence ou si vous connaissez des sites web de qualité traitant du thème abordé ici, merci de compléter l'article en donnant les références utiles à sa vérifiabilité et en les liant à la section « Notes et références ».
Gustave Lasnon de La Renaudière, né à Vire le 22 juillet 1812 et décédé à Amélie-les-Bains le 2 avril 1862, est un poète français.

## Biographie
Gustave de La Renaudière est le fils de Philippe François Lasnon de La Renaudière (1781-1845) et d'Adèle Guyot. Enfant, il fréquente Chênedollé et est mentionné chez Dibdin dans son Voyage bibliographique, archéologique et pittoresque qu’il a effectué en Normandie en 1818.
Il fait de brillantes études au collège de Sainte-Barbe, entre ensuite à l’école de droit et devient avocat en 1833. Puis, il commence en 1838 par être attaché à la rédaction de La Patrie, rédigeant la critique du Salon ainsi que la chronique théâtrale.
Il quitte ensuite Paris pour l’Italie. Il rencontre alors à Florence en 1839 la société la plus distinguée. Comme dans les salons parisiens, Gustave de La Renaudière « s’abandonnait à son imagination quelque peu vagabonde et aux caprices de sa fantaisie ; et sa conversation scintillante, où les traits affinés d’une verve originale et primesautière se pressaient à l’envi, avait le plus grand charme » (Adolphe Noël des Vergers, Notice sur Gustave de la Renaudière).
En 1842, Gustave de La Renaudière publie son volume de vers : Les Cantilènes. La plupart des pièces de son recueil ont été mises en musique, notamment par Félicien David, Pauline Viardot, J.-B. Wekerlin ou René Le Normand.
Il est aussi l’auteur d'une pièce de théâtre imprimée, La Visite, une comédie en un acte et en vers représentée en 1857 au théâtre de Vire.
Il meurt à l’âge de 50 ans à Amélie-les-Bains, le 2 avril 1862.